# Racing Professionals
Racing Professionals foi uma equipe de automobilismo fundada em 2001 pelo piloto norte-americano Jon Herb, que exercia as 2 funções.
Estreou na Indy Racing League em 2002, no GP de Phoenix, tendo o próprio Herb como seu representante. Ele disputou outras 5 provas e não conseguiu vaga para as 500 Milhas de Indianápolis. Seu melhor resultado foi um 11º lugar no mesmo GP de Phoenix. Não se inscreveu para a temporada 2003 da categoria e disputou provas da Infiniti Pro Series entre 2004 e 2005.
Após 4 temporadas de ausência, Herb voltou a inscrever a Racing Professionals em 3 etapas da IRL em 2007 - nas 500 Milhas de Indianápolis, além do piloto-chefe de equipe, Richie Hearn foi escalado para classificar um segundo carro, este em associação com a Hemelgarn. O californiano obteve a penúltima posição no grid, terminando a famosa prova em 23º lugar, obtendo 12 pontos. Herb, que abandonou na volta 51 devido a um acidente, disputou ainda os GPs do Texas e de Michigan. Com a reunificação entre IRL e Champ Car, os chassis da equipe foram vendidos. 